# Carril del Schlossberg (Friburgo de Brisgovia)

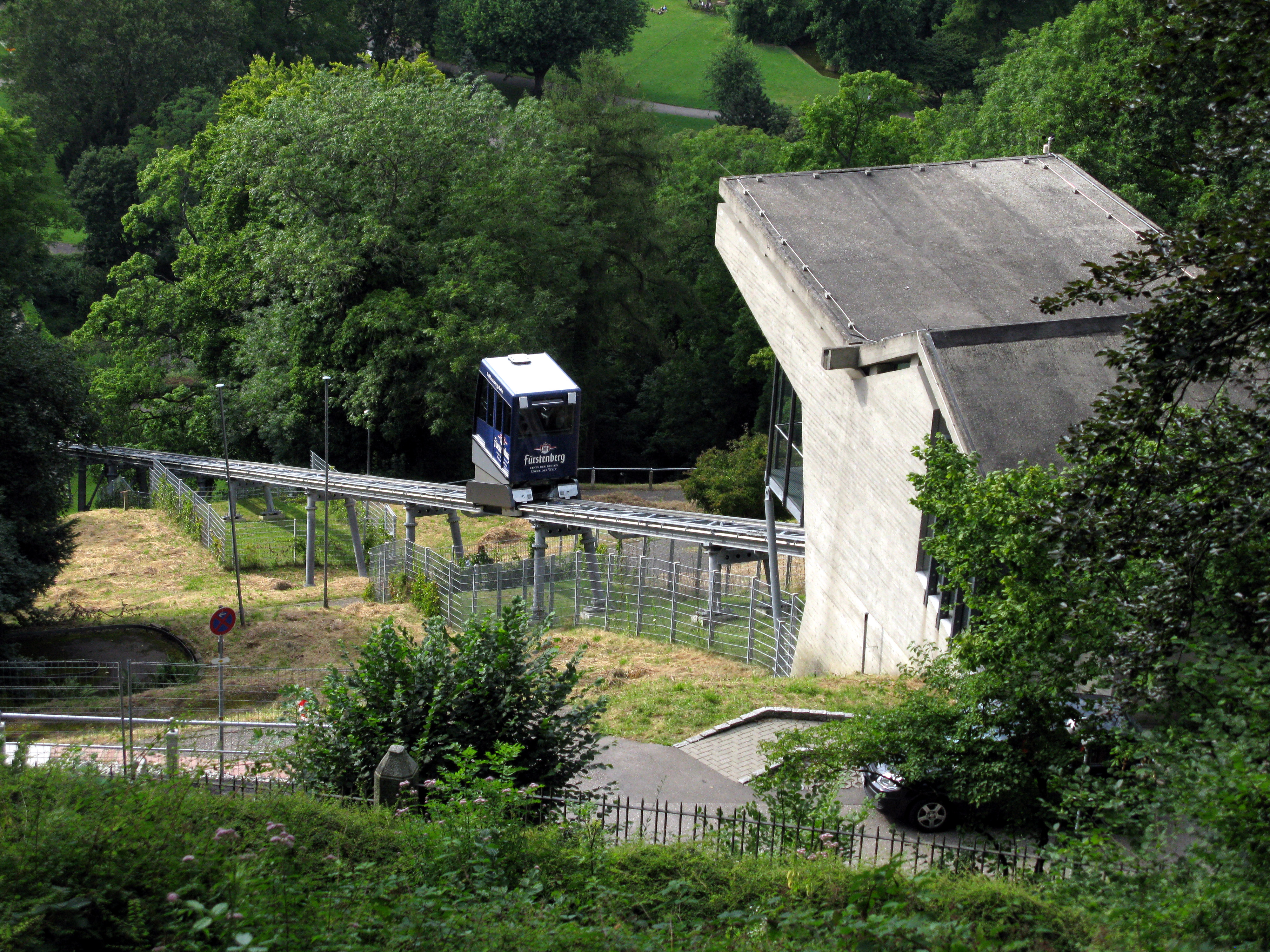
Carril del Schlossberg

El Carril del Schlossberg (en alemán: Schlossbergbahn) de Friburgo de Brisgovia en Baden-Wurtemberg, Alemania, es un ascensor inclinado del Jardín Municipal al monte Schlossberg. Fue construido en 2008 para reemplazar el funicular precedente. En tres minutos supera un desnivel de 73,30 m.

## Enlaces
- Wikimedia Commons alberga una categoría multimedia sobre Carril del Schlossberg (Friburgo de Brisgovia).
- Sitio web del Carril del Schlossberg